# Pantydia dufayi
Pantydia dufayi är en fjärilsart som beskrevs av François Louis Nompar de Caumont de Laporte 1975. Pantydia dufayi ingår i släktet Pantydia och familjen nattflyn. Inga underarter finns listade i Catalogue of Life.